# Route nationale 1b (Madagascar)
Pour les articles homonymes, voir Route 1B.
La route nationale 1b (N 1b) est une route nationale s'étendant d'Analavory jusqu'à Maintirano à Madagascar .

## Description
La route N 1b parcourt 474 kilomètres dans les régions d'Itasy, de Bongolava et de Melaky.

## Parcours
D'est en ouest:
- Analavory (croisement de la RN 1 venant d'Antananarivo)
- Ankadinondry Sakay (Babetville)
- Tsinjoarivo Imanga
- Tsiroanomandidy (croisement de la RN 1)
- Maintirano (croisement de la RN 8a)